# Grondwetsdoorbreking
Grondwetsdoorbreking is het verschijnsel dat een wet met een grondwettelijk geachte rang bepalingen bevat die afwijken van de grondwet. De constitutie wordt zo gewijzigd zonder dat de grondwettekst zelf gewijzigd wordt.
Een wet kan bijvoorbeeld beschouwd worden als een wet met grondwettelijke rang als deze met een grondwettelijke meerderheid en volgens de grondwetswijzigende procedure is aangenomen. Als deze wet dan bepalingen bevat die in strijd zijn met de grondwet, dan geldt op grond van de conflictregel lex posterior derogat legi priori dat de nieuwe bepaling de oude bepaling heeft vervangen. Zo kan de constitutie gewijzigd worden zonder dat daarvoor de tekst van de grondwetsakte gewijzigd hoeft te worden. Door aan de wet een grondwettelijke rang toe te kennen, wordt het toetsingsrecht (het toetsen van gewone wetten aan de grondwet) ontweken.

## Duitsland
In de Weimarrepubliek kwam grondwetsdoorbreking voor. Een bekend voorbeeld is de Machtigingswet van 1933. Deze was in strijd met de grondwet, maar dit werd gerechtvaardigd met de redenatie dat de Machtigingswet met een meerderheid was aangenomen, waarmee ook de grondwet gewijzigd had kunnen worden.
De Bondsrepubliek en vrijwel alle Duitse deelstaten kennen tegenwoordig een incorporatiegebod ('Inkorporierungsgebot'). Het wijzigen van de constitutie kan alleen door het wijzigen van de tekst van de grondwet. Zodoende zal alleen de grondwetsakte constitutionele bepalingen bevatten en daarmee het enige document met grondwettelijke rang zijn.
Voorbeelden van het incorporatiegebod zijn:
Das Grundgesetz kann nur durch ein Gesetz geändert werden, das den Wortlaut des Grundgesetzes ausdrücklich ändert oder ergänzt.— Art. 79, eerste lid, Grondwet voor de Bondsrepubliek Duitsland
Bestimmungen der Verfassung können im Wege der Gesetzgebung geändert werden, jedoch nur in der Form, daß eine Änderung des Verfassungstextes oder ein Zusatzartikel zur Verfassung beschlossen wird.— Art. 123, eerste lid, Grondwet van Hessen

## Oostenrijk en Italië
Oostenrijk heeft niet één grondwetsakte ('Verfassungsurkunde'), maar kent gewone wetten ('Gesetze') en constitutionele wetten ('Verfassungsgesetze'). Die laatste categorie wetten worden met een tweederdemeerderheid aangenomen. Omdat de constitutie van Oostenrijk formeel opgebouwd is uit deze constitutionele wetten, kan er ook niet echt sprake zijn van grondwetsdoorbreking.
De situatie in Italië is enigszins vergelijkbaar. De Italiaanse constitutie omvat zowel de Italiaanse Grondwet als alle constitutionele wetten ('leggi costituzionali'). De constitutionele wetten kunnen de tekst van de grondwet wijzigen, maar ze zouden echter ook zelfstandige constitutionele bepalingen kunnen bevatten, waarmee de grondwet legaal doorbroken wordt.

## België en Nederland
In België en Nederland is grondwetsdoorbreking geen thema. De Belgische en Nederlandse Grondwet kennen geen incorporatiegebod. 